# Pjotr Krasnov

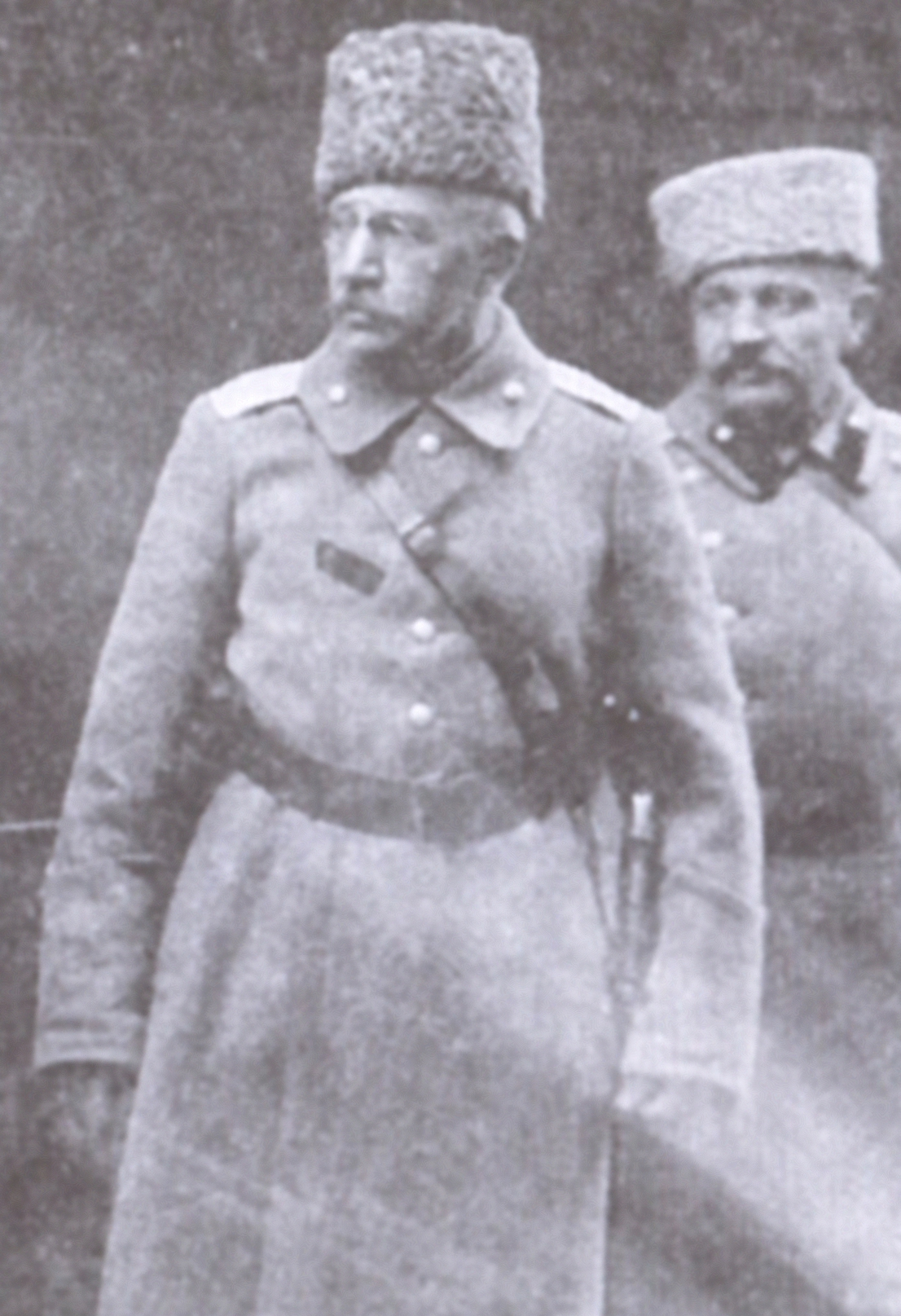
Peter Krasnov (links), 1918.

Pjotr Nikolajevitsj Krasnov (Russisch: Пётр Николаевич Краснов, ook wel Peter Krasnov) (Sint-Petersburg, 22 september 1869 – Moskou, 17 januari 1947) was een Russisch (in aanvang tsaristisch) officier en schrijver.

## Leven
Krasnov doorliep de cadettenschool in Sint-Petersburg en diende daarna bij de lijfwacht van de tsaar. Tijdens de Eerste Wereldoorlog stond hij aan het hoofd van een kozakkenregiment, later een divisie en van augustus tot oktober 1917 was hij bevelhebber van het derde cavaleriecorps. Als zodanig kreeg hij ook opdracht om de oktoberopstand in Sint-Petersburg te onderdrukken. Hij werd door de bolsjewieken gevangengenomen, maar op zijn erewoord niet meer tegen de revolutie te zullen strijden, weer vrijgelaten.
Krasnov week vervolgens uit naar de Kozakkenregio, bij de Don, waar hij tot hun militaire leider (ataman) werd verkozen. Samen met het vrijwilligersleger vocht hij tijdens de Russische Burgeroorlog tegen de Roden. Hij stond aan het hoofd van de belegering van Volgograd in 1918, waar hij tegenover Jozef Stalin stond, maar begin 1919 werd zijn Kozakkenleger definitief verslagen. Krasnov week uit naar Duitsland waar hij zijn anticommunistische activiteiten voortzette vanuit de door hem opgerichte organisatie “Broederschap van de Russische waarheid”.
Tijdens de Tweede Wereldoorlog sloot Krasnov zich aan bij de Duitsers en stelde hij een legereenheid samen uit Russische krijgsgevangenen (vooral Kozakken) en emigranten. Hij weigerde eind 1944 zich echter bij het Russisch Bevrijdingsleger VS-KONR van Andrej Vlasov aan te sluiten en zijn militaire bijdrage bleef gering. Begin 1945 gaf hij zich in Oostenrijk over aan de Britten. In mei van dat jaar werd zijn eenheid van 50.000 man (voornamelijk Kozakken) en 11.000 vrouwen en kinderen uitgeleverd aan de Sovjet-Unie, waar zij een ongewisse toekomst tegemoet gingen in de kampen van de Goelag. Krasnov zelf werd door het hooggerechtshof veroordeeld wegens hoogverraad en op 17 januari 1947 geëxecuteerd, op 77-jarige leeftijd.

## Werk
Krasnov verwierf behalve als anti-Sovjet-emigré en militair op vele fronten uit de geschiedenis van de twintigste eeuw, ook faam als schrijver. Met name zijn omvangrijke trilogie Van de dubbele adelaar naar het rode vaandel; het Russische voorspel (eerste versie 1921-1922) had veel succes en haalde ook in Nederland meerdere drukken. De opzet is ambitieus: er wordt een weids panorama geschilderd van het leven in Rusland gedurende het bewind van Nicolaas II tot en met de revolutie. Als tijdsdocument is het nog altijd interessant, maar literair wordt het over het algemeen als zwak bestempeld.
Krasnov schreef ook nog diverse werken tijdens zijn ballingschap in Duitsland, welke echter aanzienlijk minder de aandacht trokken.